# Body Language (álbum)
Body Language —en español: "Lenguaje Corporal"—es el noveno álbum de estudio de la cantante australiana Kylie Minogue, lanzado el 10 de noviembre de 2003 bajo el sello discográfico Parlophone. Tras el éxito comercial masivo de su octavo álbum Fever, Minogue reclutó a un grupo diverso de escritores y productores para ayudar en la creación de un nuevo álbum influenciado por las obras musicales de los años 1980 y artistas como Prince y Scritti Politti, Body Language es diferente musicalmente de álbumes anteriores de Minogue, que incluyó principalmente géneros como Dance-pop, R&B, New Wave y Synthpop. En general Body Language contienen referencias a canciones de la década de 1980 y lírica mente, el álbum toca temas de disfrute, el coqueteo y el sexo. 

## Información del álbum

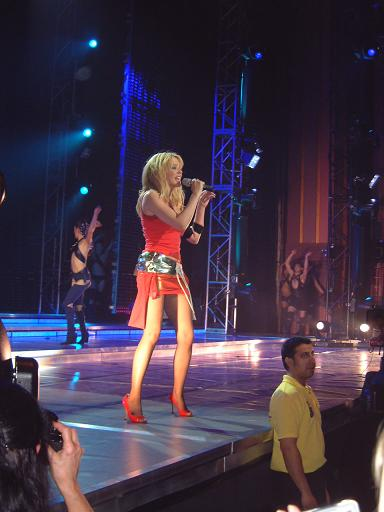
Kylie Minogue en una actuación de su único concierto "Money Can´t Buy", con el apoyo de su álbum de estudio "Body Language" (2007).

El título Body Language es una referencia a la letra de la canción Slow, la cual se convirtió en su tercer número uno consecutivo de un sencillo inicial lanzado por Minogue en Reino Unido. 
Las sesiones de grabación se realizaron durante el verano de 2003 en Londres, Irlanda y España. Body Language incluye colaboraciones con Johnny Douglas, Mantronix, Emiliana Torrini, Dan Carey, Baby Ash y Cathy Dennis, entre otros.
El álbum, críticamente aclamado, entró a la lista de álbumes de Reino Unido en la sexta posición durante noviembre de 2003, logrando certificación platino, y fue precedido por un espectacular concierto de una noche titulado Money Can't Buy en el Teatro Apollo de Londres. Este espectáculo de lanzamiento fue transmitido por televisión y lanzado posteriormente en DVD con el título Body Language Live. Body Language generó dos éxitos más -Red Blooded Woman y Chocolate- incrementando la cuenta de Top 10 hits en el Reino Unido a 27.
Body Language alcanzó el número #1 en Sudáfrica, #2 en Argentina, el #4 en Alemania, #8 en Canadá, #23 en Nueva Zelanda y #42 en la lista Billboard 200 de Estados Unidos. La edición física incluye la protección de copias -Copy Control- en algunas regiones.
Hasta el 2007 el disco ya había superado los 2,5 millones de copias en el mundo, pero se piensa que superó los 3 millones.

## Respuesta crítica
Body Language recibió comentarios muy favorables de los críticos en general. Rolling Stone describió al álbum como "fantástico" y le dio una calificación de tres estrellas sobre cinco, llamándolo como uno de sus mejores trabajos. Chris True, en una reseña de All Music Guide, describió al álbum como "un gran paso". La revista Rolling Stone recalcó, nuevamente, que era un excelente trabajo y lo describió como "un álbum de pop casi perfecto".
Otros comentarios fueron menos halagadores. En una revisión de PopMatters, Adrien Begrand, elogió canciones como Slow y Sweet Music, pero desestimó el resto como "olvidable" y nada "algo más que un mero relleno". Begrand también describió a Body Language como una "casi versión errada" de Fever. Sharon O'Connell, de Launch.com, entregó al álbum una calificación de 5/10 llamándolo "un mal movimiento".
La revista Q incluyó al álbum como el Mejor Álbum #50 del año 2003.

## Portada y arte gráfico
En Body Language predomina el negro y el blanco, en la portada sale Kylie sentada en un banco negro con un fondo blanco atrás escrito Body Language, ella viste una camiseta blanco y negro como la de prisión y mallas negras de licra pegada al cuerpo con diseños dorados. La contraportada es simplemente un fondo negro con las canciones escritas en el centro con letras blancas. La carátula interior frontal es la misma imagen de la portada solo que sin las palabras Body Language. El disco es blanco con un margen negro y escrito "Kylie- Body Language" muy pequeño.

## Lista de canciones
1. "Slow" (Kylie Minogue, Dan Carey, Emiliana Torrini) - 3:16
2. "Still Standing" (Ash Thomas, Alexis Strum) - 3:40
3. "Secret (Take You Home)" (Reza Safinia, Lisa Greene, Niomi Mclean-Daley, Hugh Clarke, Paul George, Gerald Charles, Brian P. George, Curtis T. Bedeau, Lucien J. George) - 3:17
4. "Promises" (K. Khaleel, David Billing) - 3:17
5. "Sweet Music" (Kylie Minogue, Ash Thomas, Karen Poole) - 4:11
6. "Red Blooded Woman" (Johnny Douglas, Karen Poole) - 4:22
7. "Chocolate" (Karen Poole, Johnny Douglas) - 5:00
8. "Obsession" (K. Khaleel, David Billing, M. Grey) - 3:32
9. "I Feel for You" (J. Piccioni, L. Winstanley, S. Anselmetti) - 4:20
10. "Someday" (Kylie Minogue, Emiliana Torrini, Ash Thomas) - 4:18
11. "Loving Days" (Kylie Minogue, Richard Stannard, Julian Gallagher, Dave Morgan) - 4:27
12. "After Dark" (Cathy Dennis, Chris Braide) - 4:11

Temas extra
1. "Slo Motion" (Kylie Minogue, Andrew Frampton, ++++ Stent and Wayne Wilkins) (Edición para Australia y Japón. La canción se titula "Slow Motion" en la edición japonesa) - 4:18
2. "Cruise Control" (Album Version) (Kylie Minogue, Karen Poole and Johnny Douglas) (Edición para Canadá y Estados Unidos) - 3:52
3. "You Make Me Feel" (Kylie Minogue, Tommy D, Felix Howard and Marius Devries) (Edición para Canadá, Japón y Estados Unidos) - 4:18

Lados B
- "Soul on Fire" (Kylie Minogue, Dan Carey and Emiliana Torrini) (Lado B de "Slow") - 3:32
- "Cruise Control" (Single Version) (Kylie Minogue, Karen Poole and Johnny Douglas) (Lado B de "Red Blooded Woman") - 4:55
- "Almost a Lover" (Kylie Minogue, Karen Poole and Ash Thomas) (Lado B de "Red Blooded Woman") - 3:40
- "City Games" (Kylie Minogue, Karen Poole, Richard Stannard and Julian Gallagher) (Lado B de "Chocolate") - 3:42

## Canciones no lanzadas
- I'm Sorry y Trippin' Me Up no estaban en la última revisión del álbum, pero se filtraron por Internet en junio de 2006. Fueron producidas por Gabriel Pascal.

- My Image Unlimited y I'm Just Here for the Music también se filtraron por Internet. Los productores de estas pistas son desconocidos, pero I'm Just Here for the Music fue probablemente producido por Wayne Rodrigues y Danielle Brisebois, los escritores de la canción. I'm Just Here for the Music ha sido grabada por la cantante pop Paula Abdul para lanzarla en 2009.

- On the Up escrita por Johnny Douglas y Karen Poole, fue filtrada, primero como una muestra de 1 minuto en junio de 2006 y luego completamente durante noviembre de 2006.

- Beats Per Minute que pasó a denominarse BPM cuando se lanzó como lado B del sencillo I Believe in You de 2004.

- Boombox fue grabada en 2003 y se utilizó una muestra del tema Controversy de Prince. Después de ser tocada en el Boombox Club de Londres en 2007, Kylie pidió el demo para luego remezclarlo. Una variedad de mezclas aparecieron desde ese entonces en páginas de intercambio de archivos por Internet y MySpace.

- Una primera versión de Chocolate incluye un rap de Ludacris, pero no fue utilizado en la mezcla final. Sin embargo, se escucha la voz de Ludacris al comienzo de la versión original publicada en Body Language. Un pedazo de 1 minuto fue filtrado en julio de 2006. A Kylie no le gustaba el rap, por lo que finalmente decidió no publicarlo.

## Sencillos
| #  | Título                   | Fecha                                             |
| -- | ------------------------ | ------------------------------------------------- |
| 1. | "Slow"                   | 3 de noviembre de 2003                            |
| 2. | "Secret (Take You Home)" | Sencillo promocional exclusivo para Taiwán (2004) |
| 3. | "Red Blooded Woman"      | 5 de marzo de 2004                                |
| 4. | "Chocolate"              | 28 de junio de 2004                               |

## Gráficos
| Gráficos (2003/2004)          | Posición máxima |
| ----------------------------- | --------------- |
| Australian Albums Chart       | 2               |
| Austrian Albums Chart         | 23              |
| Belgian Flanders Albums Chart | 10              |
| Belgian Wallonia Albums Chart | 33              |
| Dutch Albums Chart            | 19              |
| Danish Albums Chart           | 22              |
| Finnish Albums Chart          | 32              |
| French Albums Chart           | 31              |
| German Albums Chart           | 29              |
| Irish Albums Chart            | 19              |
| New Zealand Albums Chart      | 23              |
| Norwegian Albums Chart        | 21              |
| Portuguese Albums Chart       | 14              |
| Polish Albums Chart           | 49              |
| Swedish Albums Chart          | 20              |
| Swiss Albums Chart            | 8               |
| UK Albums Chart               | 6               |
| U.S. Billboard 200            | 42              |

| País        | Proveedor(es) | Certificación | Ventas/Envíos |
| ----------- | ------------- | ------------- | ------------- |
| Australia   | ARIA          | 2x Platinum   | 140,000+      |
| Austria     | IFPI          | Gold          | 20,000+       |
| France      | SNEP          | —             | 50,000        |
| Switzerland | IFPI          | Gold          | 20,000+       |
| UK          | BPI           | Platinum      | 400,000       |
| US          | RIAA          | —             | 175,000       |